# Bertrand Mabille
Bertrand Mabille est un dirigeant d’entreprise né en 1964 à Paris. Il est actif dans plusieurs secteurs : les télécommunications, les nouvelles technologies, les médias, le tourisme et les services par satellites. Actuellement associé du groupe EPSA, il siège au conseil d’administration de différentes sociétés. Il a notamment été administrateur de la société Eutelsat, leader mondial des communications par satellites. Il est également membre du conseil d’administration de Videodesk, de Fairjungle, de Winglet, de l’Amcham (Chambre de commerce des États-Unis) et de l’Institut Français du Tourisme.  

## Biographie

### Études
Bertrand Mabille étudie les mathématiques et la physique à l’École normale supérieure de 1984 à 1987. Puis il obtient un diplôme d’ingénieur à l’École nationale supérieure des télécommunications en 1989. Il est ingénieur en chef du Corps des mines.

### Carrière
Bertrand Mabille a commencé sa carrière au sein d’Orange en 1990 et fait un passage dans l’administration de 1995 à 2000, d’abord au SGAE (Secrétariat général des affaires européennes) et au cabinet du Premier ministre, comme conseiller pour la recherche et la technologie. Il rejoint ensuite le groupe Thomson Multimédia (devenu Technicolor) où il dirige la société Nextream. Par la suite, il devient Directeur général de SFR entreprises au sein du groupe Vivendi. En 2008, il devient PDG France de Carlson Wagonlit Travel, avant de prendre le poste d’Executive Vice President de CWT France et Méditerranée (Europe du Sud et Maghreb) en 2012. Il est depuis 2017 associé au sein du groupe EPSA. 
Engagé sur les questions relatives à l’innovation, Bertrand Mabille accompagne des startups dans le domaine des technologies.
Il a trois enfants : Maud, Martin et Anna.[réf. souhaitée]